# 山口駐屯地
山口駐屯地（やまぐちちゅうとんち、JGSDF Camp Yamaguchi）は、山口県山口市上宇野令784に所在し、第17普通科連隊等が駐屯する陸上自衛隊の駐屯地である。

## 概要
駐屯地司令は、第17普通科連隊長が兼務。
最寄の演習場は、むつみ演習場。同駐屯地の少し離れた北東部に野外訓練場、南東部近傍に射撃場がある。
駐屯地内には、入館無料の史料館・防長尚武館がある。元々は駐屯地の前身に当たる歩兵第42連隊の武道場として建てられた建物であり、戦時中の写真、手紙、勲章、軍服、銃、寺内正毅・寿一親子の元帥刀などが展示されている。

## 沿革
- 1955年（昭和30年）10月21日：山口駐屯地開設[1]により、山口県小月駐屯地から第17普通科連隊本部および第1大隊、第13新隊員教育隊が移駐。
- 1957年（昭和32年）12月5日：第304地区施設隊が新編。
- 1959年（昭和34年）8月13日：第13新隊員教育隊が第112教育大隊に改編。
- 1962年（昭和37年）1月18日：第112教育大隊が第2教育団隷下に編合。
- 1984年（昭和59年）2月27日：訓練自衛官小銃乱射事件。
- 1990年（平成02年）3月26日：第304地区施設隊が廃止。
- 1999年（平成11年）3月29日：

1. 第17普通科連隊が普通科連隊（軽）に改編（第4中隊、重迫撃砲中隊が廃止）。
2. 第112教育大隊が廃止。

- 2004年（平成16年）3月29日：第13後方支援隊第2整備中隊第2普通科直接支援小隊（第17普通科連隊を支援）を新編。
- 2008年（平成20年）3月26日：第17普通科連隊改編（即応近代化）。
- 2015年（平成27年）3月26日：第322会計隊が廃止され、第350会計隊山口派遣隊が設置される。
- 2021年（令和03年）3月18日：第350会計隊山口派遣隊が第322会計隊に改編。

## 駐屯部隊

### 中部方面隊隷下部隊
- 第13旅団
  - 第17普通科連隊
  - 第13後方支援隊
    - 第2整備中隊
      - 第2普通科直接支援小隊：第17普通科連隊を支援
- 中部方面会計隊
  - 第322会計隊
- 中部方面システム通信群
  - 第104基地システム通信大隊
    - 第312基地通信中隊
      - 山口派遣隊
- 山口駐屯地業務隊

### 防衛大臣直轄部隊
- 中部方面警務隊
  - 第132地区警務隊
    - 山口派遣隊

## 最寄の幹線交通
- 高速道路
  - 中国自動車道山口IC
  - 山陽自動車道防府東IC（岩国方面のみ）
- 一般道
  - 国道2号
  - 国道9号
  - 国道262号
  - 国道376号
  - 国道435号
  - 山口県道21号山口防府線（山防線）
  - 山口県道194号山口秋穂線
  - 山口県道204号宮野大歳線（旧国道9号）
- 鉄道
  - JR西日本山口線上山口駅
- 港湾
  - 岩国港
  - 徳山下松港（特定重要港湾）
  - 三田尻中関港
  - 宇部港
  - 小野田港（重要港湾）
  - 下関港（国際拠点港湾・中枢国際港湾・日本海側拠点港湾）
- 飛行場
  - 山口宇部空港（特定地方管理空港）、防府北基地（その他の飛行場）

## 重要施設
- 柳井発電所（出力140.0万kW。LNG）（柳井市）
- 新小野田発電所（出力100.0万kW。石炭）（山陽小野田市）
- 岩国発電所（出力85.0万kW。石油・石炭）（岩国市）
- 下関発電所（出力57.5万kW。石油・石炭）（下関市）
- 下松発電所（出力107.5万kW。石油）（下松市）
- 新山口変電所（超高圧変電所）（美祢市）
- 東山口変電所（超高圧変電所）（周南市）
- 南山口変電所（一次変電所）（山口市）
- 新徳山変電所（一次変電所）（徳山市）
- 阿知須変電所（中間変電所）（山口市）
- 山口物流産業団地（山口市）
- 西部石油山口製油所（原油処理能力は日量12.0万バレル。備蓄施設容量は約384万kl）（小野田市）
- 出光興産徳山製油所（原油処理能力は日量12.0万バレル）（徳山市）
- ENEOS麻里布製油所（原油処理能力は日量12.7万バレル）（玖珂郡和木町）
- 新日鐵住金光鋼管工場（光市）
- 日新製鋼徳山工場（ステンレス一貫生産工場）（徳山市）
- 三菱重工業下関造船所（貨物船・RORO船の他にもケーブル敷設船、調査・研究船も建造している）（下関市）
- 海上自衛隊小月基地/下関基地（下関市）
- 在日米軍岩国航空基地（岩国市）
- 関門橋
- 関門トンネル